# Mykoła Kolcow
Mykoła Mychajłowycz Kolcow (ukr. Микола Михайлович Кольцов, ros. Николай Михайлович Кольцов, Nikołaj Michajłowicz Kolcow; ur. 11 maja 1936 w Woroneżu, Rosyjska FSRR, zm. 27 grudnia 2011 w Kijowie, Ukraina) – ukraiński piłkarz pochodzenia rosyjskiego, grający na pozycji obrońcy, a wcześniej pomocnika, trener piłkarski.

## Kariera piłkarska

### Kariera klubowa
Wychowanek szkółki piłkarskiej Krylja Sowietow Kujbyszew, w którym rozpoczął karierę piłkarską  w 1954. W 1961 przeszedł do Dynama Kijów. We wrześniu 1963 przeniósł się do Charkowa, gdzie bronił barw Awanhardu Charków, w którym zakończył karierę zawodową.

## Kariera trenerska
Po zakończeniu kariery piłkarskiej rozpoczął karierę trenerską. Najpierw pomagał trenerowi w Awanhardzie Charków. Od 1971 pracował w DJuSSz Metalist Charków. To dzięki jemu wychowano takich piłkarzy jak: Wołodymyr Bezsonow, Serhij Bałtacza, Wiktor Kapłun, Wałentyn Kriaczko, Wołodymyr Linke, Andriej Kanczelskis. 27 grudnia 2011 zmarł w Kijowie.

## Sukcesy i odznaczenia

### Sukcesy klubowe
- mistrz ZSRR: 1961

### Odznaczenia
- tytuł Mistrza Sportu ZSRR: 1961